# Restio strictus
Restio strictus är en gräsväxtart som beskrevs av Nicholas Edward Brown. Restio strictus ingår i släktet Restio och familjen Restionaceae. Inga underarter finns listade i Catalogue of Life.